# Trajan
Trajan és un tipus de lletra inspirada en les inscripcions lapidàries romanes, que va dissenyar Carol Twombly l'any 1989 per encàrrec d'Adobe.
El disseny de Trajan es basa en les inscripcions que estan tallades a la columna que l'emperador romà Marcus Ulpius Traianus, va fer erigir a la glòria de Roma i de la conquesta de Dàcia (actual Romania). Aquest monument es coneix com la Columna de Trajà. A la base hi ha una inscripció que explica l'origen del monument.

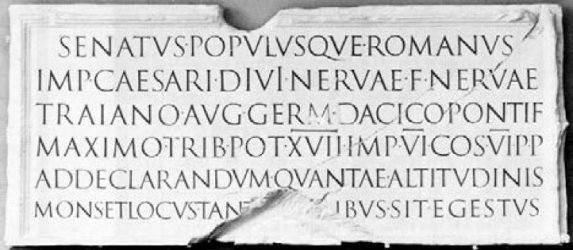
Base columna trajà

Tot i que l'escriptura romana era diferent de les lletres als monuments (ja sigui pintat a mà, gravat, tall de metall, o tallat en pedra), l'escriptura monumental va influir en el desenvolupament del disseny tipogràfic. Aquesta escriptura monumental va inspirar molts dissenyadors de fonts, com arra Weiss (1926), Goudy Trajan (1930) o Trajano (1939) tot i que Trajan roman més a prop de l'original romà.

## Característiques, família i variacions
La versió original del tipus Trajan, conté només majúscules encara que l'ús de versaleta és habitual en la tipografia de textos. Basada en l'exemple romà, hi destaquen la lletra E i la F, molt estretes. S'hi ha afegit les lletres inexistents a l'alfabet romà, com ara la J, U i W. La Q destaca per l'apèndix que subratlla tot el caràcter següent per complet i la M que destaca per l'amplada.

### Dürer, precursor
L'any 1535, l'alemany Albrecht Dürer va assentar les bases geomètriques per dibuixar tipus de lletra, a un capítol del llibre III de corporibus solidis (sobre els cossos sòlids) de la seva obra Elementorum geometricorum. Hi descriu els trets fonamentals del disseny de lletres. Hi descriu tipus de lletres fent servir només termes geomètrics, com quadrat, cercle, i línia i proporcions, i així és el precursor de les fonts vectorials
- Analisi geomètrica de la R
- L'alfabet

### Versions i alternatives

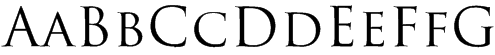
Font Trajan: regular i versaleta

La darrera actualització coneguda de les la família tipogràfica Trajan data de l'any 2001 amb la creació de la versió Pro, amb suport OpenType, a més a més existeix una variació anomenada Goudy Trajan, que incorpora més lligadures i glifs diferents per donar més versatilitat al tipus de lletra:
- Trajan (estàndard): Aquest tipus existeix en regular i en negreta.
- Trajan Pro (format OpenType) En aquesta versió, hi ha minúsculs, però amb format de versaleta.
- Trajan Pro 3, una nova versió remodelada per Robert Slimbach amb un extensió de l'alfabet amb lletres especials així com lletres gregues i ciril·liques[8]
- Trajan Sans Pro una versió sense gràcies[8]
- Goudy Trajan. font dissenyada per Jason Castle per basada en els dibuixos de Frederic William Goudy i de la seva interpretació de les lletres majúscules romans.[9] Aquesta lletra tipogràfica és una de les més elegants de la col·lecció CastleType de Linotype. Funciona especialment bé en mides grans. El pes regular conté moltes lletres alternatives i lligadures discrecionals per la tipografia més versàtil. Inclou també l'alfabet ciríl·lic, i més de 100 florons clàssics.

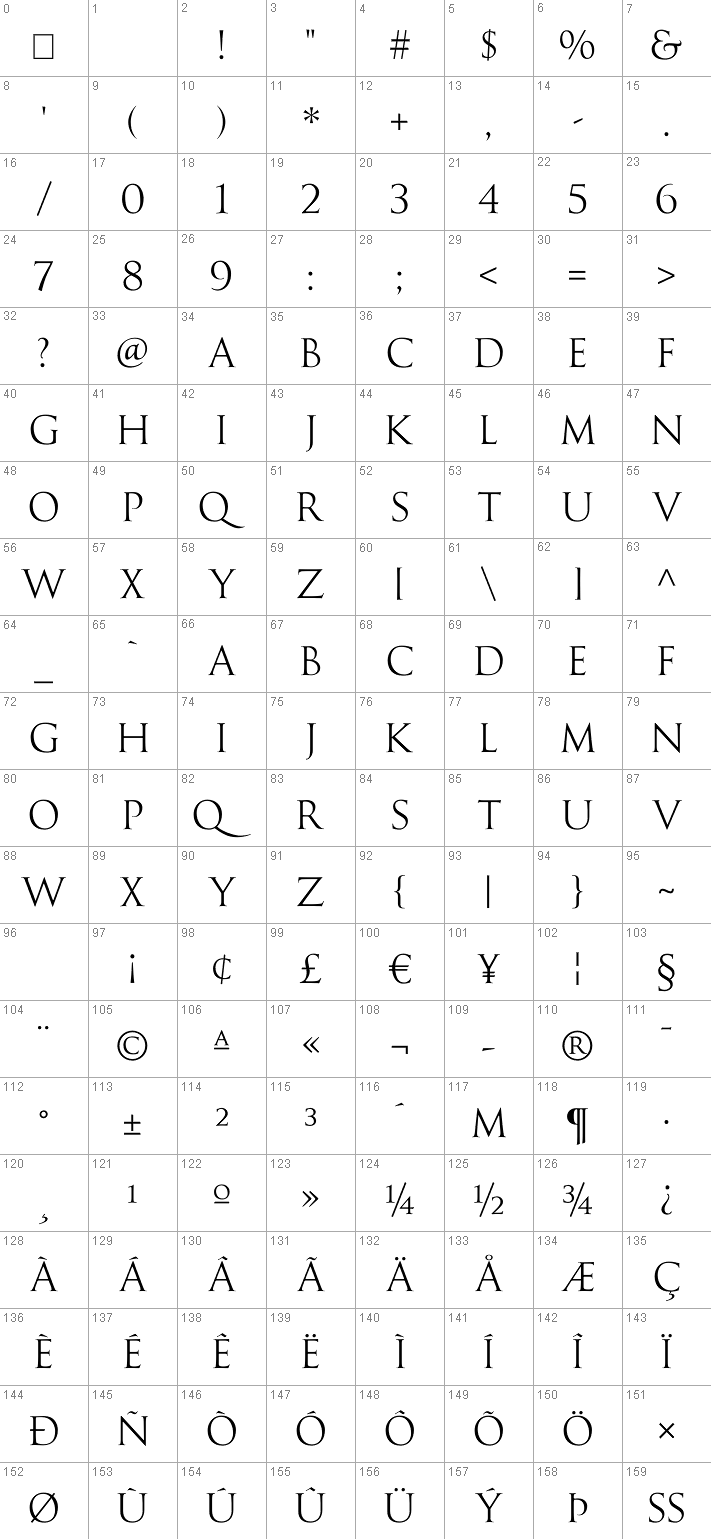
Caràcters Goudy trajan

- Alternatives lliures.
La Trajan i la Goudy Trajan són fonts de pagament per les quals que existeixen algunes alternatives com ara:
  - Capitalist. No té la mateixa qualitat i falla una mica l'interlineatge, a més a més d'incorporar una versió majúscula emmarcada.
  - TrajanusBricks. És molt semblant, encara que de formés més suaus, també incorpora una versió majúscula emmarcada.

## Ús de Trajan
Aquesta font ha estat àmpliament emprada al cinema des del 1991. Està anomenada de vegades la «font de les pel·lícules», degut al seu ús extrem en molts dels cartells crèdits dels films de quasi totes les superproduccions dels Estats Units. A més a més, degut a aquest ús extrem, han aparegut a la xarxa parodies. És la font oficial de diverses universitats, tant americanes…, la Columbia University, Rice University, com europees…, la Universitat de Bolonya entre moltes d'altres.